# Jogos Insulares de 1987
Os Jogos Insulares de 1987 foram a segunda edição do Jogos Insulares. Eles foram realizados em Guernsey entre os dias 10 e 17 de setembro de 1987. 

## Quadro de medalhas
| Pos                 | Equipe              | Ouro | Prata | Bronze | Total |
| 1                   | Ilha de Man         | 26   | 30    | 23     | 79    |
| 2                   | Jersey              | 23   | 20    | 28     | 71    |
| 3                   | Guernsey            | 17   | 19    | 28     | 64    |
| 4                   | Gotland             | 15   | 7     | 5      | 27    |
| 5                   | Åland               | 7    | 9     | 9      | 25    |
| 6                   | Malta               | 6    | 1     | 2      | 9     |
| 7                   | Ilha de Wight       | 3    | 4     | 10     | 17    |
| 8                   | Gibraltar           | 2    | 3     | 3      | 8     |
| 9                   | Islândia            | 2    | 2     | 2      | 6     |
| 10                  | Ilhas Faroé         | 1    | 2     | 5      | 8     |
| 11                  | Orkney              | 1    | 1     | 2      | 4     |
| 12                  | Shetland            | 1    | 0     | 3      | 4     |
| 13                  | Anglesey            | 0    | 3     | 3      | 6     |
| 14                  | Sark                | 0    | 1     | 0      | 1     |
| 15                  | Alderney            | 0    | 0     | 0      | 0     |
| 15                  | Frøya               | 0    | 0     | 0      | 0     |
| 15                  | Hitra               | 0    | 0     | 0      | 0     |
| 15                  | Santa Helena        | 0    | 0     | 0      | 0     |
| Totais (18 Equipes) | Totais (18 Equipes) | 104  | 102   | 123    | 329   |

## Esportes
- Atletismo - resultados
- Badminton - resultados
- Boliche - resultados
- Ciclismo - resultados
- Natação - resultados
- Tênis de mesa - resultados
- Tiro com arco - resultados
- Tiro esportivo - resultados
- Vôlei - resultados